# Totex
La Totex Corporation è un'azienda giapponese che produce palloni meteorologici dal 1937.
Negli anni ha fabbricato tre tipi di palloni:
- TA in gomma e lattice, sviluppato nel 1940.
- CR in cloroprene, sviluppato nel 1966.
- TX in lattice, sviluppato nel 1988.

Nel 2023 sono disponibili alla vendita i modelli TA e TX.
I palloni della Totex sono attualmente utilizzati dal sistema di lancio Autosonda MAS15 (realizzato dall'azienda finlandese Vaisala) gestito dal Servizio meteorologico dell'Aeronautica Militare italiana.

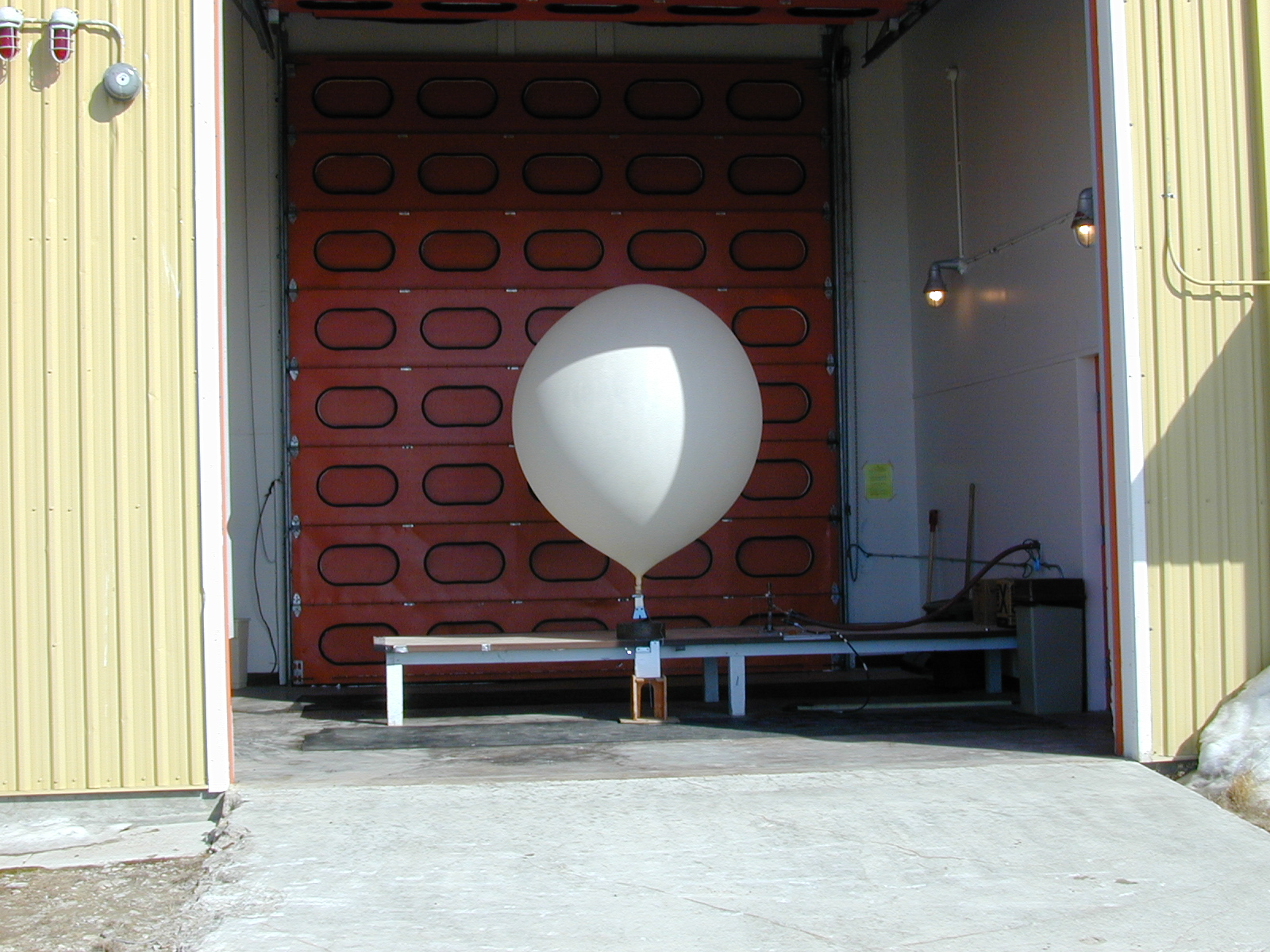
Un pallone Totex del tipo TA nella stazione meteorologica di Cambridge Bay, nel Nunavut, in Canada